# Битка код Волте
Битка код Волте (26-27. јула 1848), аустријска победа у Првом рату за уједињење Италије.

## Битка
После битке код Кустоце (23-25. јула 1848) једна бригада из састава 1. корпуса упућена је као претходница аустријске армије преко реке Минчо са задатком да заузме Волту. Око 18. часова (26. јула) аустријска коњичка претходница избила је пред Волту, истовремено кад и колона Пијемонтеза. Аустријанци су, ипак, успели да заузму Волту и околне висове. Међутим, Пијемонтези су извршили напад из покрета и почели да потискују Аустријанце. После жестоке ноћне борбе унутар насеља, уз обострано ангажовање већих снага, Пијемонтези су успели да овладају западном половином насеља, али су Аустријанци 27. јула у 4 часа убацили у борбу нову бригаду и принудили Пијемонтезе на повлачење у правцу Гоита.